# 沼泽雀属
沼泽雀属（学名：Pseudoleistes）是拟黄鹂科下的一个属。

## 下属物种
本属包括以下物种：
- 黄腰沼泽雀 Pseudoleistes guirahuro (Vieillot, 1819)
- 褐黄沼泽雀 Pseudoleistes virescens (Vieillot, 1819)